# 13 Egeria
13 Egeria este un asteroid din centura de asteroizi descoperit în 1850 de astronomul Annibale de Gasparis. 

## Denumire
Asteroidul a fost denumit așa de astronomul francez Urbain Le Verrier (ale cărui calcule matematice au permis descoperirea lui Neptun), la solicitatrea lui Annibale de Gasparis. Egeria era o zeiță (sau o nimfă, în funcție de sursă), patroană a nașterilor și izvoarelor, în mitologia romană. Egeria a fost și numele soției celui de-al doilea rege legendar al Romei, Numa Pompilius.

## Descoperirea asteroidului
13 Egeria a fost descoperit la 2 noiembrie 1850, de Annibale de Gasparis, la Observatorul Astronomic Capodimonte din Napoli, Italia. 

## Descriere
Egeria a ocultat o stea pe 8 ianuarie 1992, arătând un disc destul circular (măsurătorile indicau 217 × 196 km).
Primii asteroizi descoperiți au primit câte un simbol astronomic, iar simbolul asteroidului Egeria este .